# Ferreiraella scrippsiana
Ferreiraella scrippsiana is een keverslakkensoort uit de familie van de Abyssochitonidae. De wetenschappelijke naam van de soort is voor het eerst geldig gepubliceerd in 1980 door Ferreira.